# Hokeista sezonu czeskiej ekstraligi
Hokeista sezonu (czeskiej) ekstraligi w hokeju na lodzie (czes. Hokejista sezony extraligy ledního hokeje) – nagroda przyznawana corocznie najlepszemu zawodnikowi czeskiej ekstralidze w hokeju na lodzie o mistrzostwo Czech.
Konkurs jest organizowany w formie plebiscytu, a wyboru najlepszego zawodnika dokonują kibice. Najczęściej był nagradzany Jiří Dopita (4 razy).
| Sezon     | Zawodnik         | Drużyna                             |
| --------- | ---------------- | ----------------------------------- |
| 1995/1996 | Roman Turek      | Motor Czeskie Budziejowice          |
| 1996/1997 | Jiří Dopita      | Petra Vsetín                        |
| 1997/1998 | Jiří Dopita      | Petra Vsetín                        |
| 1998/1999 | Jiří Dopita      | Slovnaft Vsetín                     |
| 1999/2000 | František Kučera | Sparta Praga                        |
| 2000/2001 | Jiří Dopita      | Slovnaft Vsetín                     |
| 2001/2002 | Petr Bříza       | Sparta Praga                        |
| 2002/2003 | Roman Málek      | Sparta Praga                        |
| 2003/2004 | Roman Málek      | Sparta Praga / Lasselsberger Pilzno |
| 2004/2005 | Tomáš Kaberle    | Rabat Kladno                        |
| 2005/2006 | Petr Bříza       | Sparta Praga                        |
| 2006/2007 | Petr Sýkora      | Moeller Pardubice                   |
| 2007/2008 | Roman Turek      | Mountfield Czeskie Budziejowice     |
| 2008/2009 | Martin Straka    | Lasselsberger Pilzno                |
| 2009/2010 | Dominik Hašek    | Eaton Pardubice                     |
| 2010/2011 | Martin Růžička   | HC Oceláři Trzyniec                 |
| 2011/2012 | Petr Nedvěd      | Bílí tygři Liberec                  |
| 2012/2013 | Jan Kovář        | Škoda Pilzno                        |